# Golf na Letních olympijských hrách 2020
Golf na Letních olympijských hrách 2020 v Tokiu se konal jako čtvrtý ročník olympijského turnaje. Do rodiny olympijských sportů se vrátil v roce 2016 v Riu de Janeiru, když navázal na úvodní dva ročníky z let 1900 a 1904. Mužský golfový turnaj probíhal od 29. července do 1. srpna a ženská soutěž následovala od 4. do 7. srpna 2021. Tokijských her se zúčastnilo 60 golfistů a 60 golfistek ze 41 zemí.
Dějištěm konání se stal soukromý Country Club Kasumigaseki v Kawagoe v saitamské prefektuře, který byl otevřen v říjnu 1929.

## Přehled medailí

### Medailisté
| Soutěž | Zlato                                            | Stříbro                          | Bronz                               |
| ------ | ------------------------------------------------ | -------------------------------- | ----------------------------------- |
| Muži   | Xander Schauffele · Spojené státy americké (USA) | Rory Sabbatini · Slovensko (SVK) | Pchan Čchen-tsung · Tchaj-wan (TPE) |
| Ženy   | Nelly Kordová · Spojené státy americké (USA)     | Mone Inamiová · Japonsko (JPN)   | Lydia Koová · Nový Zéland (NZL)     |

### Pořadí národů
| Pořadí | Země                   | Zlato | Stříbro | Bronz | Celkem |
| ------ | ---------------------- | ----- | ------- | ----- | ------ |
| 1      | Spojené státy americké | 2     | 0       | 0     | 2      |
| 2      | Slovensko              | 0     | 1       | 0     | 1      |
| 2      | Japonsko               | 0     | 1       | 0     | 1      |
| 4      | Tchaj-wan              | 0     | 0       | 1     | 1      |
| 4      | Nový Zéland            | 0     | 0       | 1     | 1      |
| celkem | celkem                 | 2     | 2       | 2     | 6      |

## Účastnické země
- Argentina (1)
- Austrálie (4)
- Belgie (3)
- Česko (2)
- Čína (4)
- Dánsko (4)
- Ekvádor (1)
- Filipíny (3)
- Finsko (4)
- Francie (4)
- Hongkong (1)
- Chile (2)
- Indie (4)
- Irsko (4)
- Itálie (4)
- Japonsko (4)
- Jihoafrická republika (2)
- Jižní Korea (6)
- Kanada (4)
- Kolumbie (2)
- Malajsie (2)
- Mexiko (4)
- Maroko (1)
- Německo (4)
- Nizozemsko (1)
- Nový Zéland (2)
- Norsko (3)
- Paraguay (1)
- Polsko (1)
- Portoriko (2)
- Rakousko (3)
- Slovensko (1)
- Slovinsko (1)
- Spojené státy americké (8)
- Španělsko (4)
- Švédsko (4)
- Švýcarsko (2)
- Thajsko (4)
- Tchaj-wan (3)
- Velká Británie (4)
- Venezuela (1)
- Zimbabwe (1)